# Raclitia indica
Raclitia indica es una especie de serpientes de la familia Homalopsidae y del género monotípico Raclitia.

## Distribución geográfica
Es endémica de Malasia Peninsular.